# Niederkirchnerstrasse
Niederkirchnerstrasse, tysk stavning: Niederkirchnerstraße, är en öst-västlig gata i stadsdelen Mitte i Berlin, på gränsen till stadsdelen Kreuzberg. Fram till 1951 hette gatan Prinz-Albrecht-Strasse, ett namn som under Nazityskland kom att förknippas med den nazistiska diktaturens terror. Här låg Gestapos högkvarter i Prinz-Albrecht-Palais, Reichssicherheitshauptamt och SS-högkvarteret. Vid gatan finns idag utställningen Topographie des Terrors som behandlar platsens historia under den nazistiska epoken och den nazistiska diktaturens brott.
Sedan 1951 är gatan uppkallad efter den kommunistiska motståndskämpen Käthe Niederkirchner (1909–1944).
Från 1961 till 1989 löpte Berlinmuren längs stadsdelsgränsen på gatans södra sida. Här finns ett av få delvis bevarade avsnitt av muren i centrala Berlin.

## Historia
Gatan anlades ursprungligen som en enskild väg på 1870-talet och kallades till en början Verlängerte Zimmerstrasse. Marken som gatan anlades på låg i norra utkanten av Prinz-Albrecht-Palais park, som vid denna tid hade börjat styckas av till tomter. År 1891 uppkallades gatan officiellt efter palatsets tidigare ägare, prins Albrekt av Preussen (1809–1872). 
I likhet med den närliggande Vossstrasse löpte gatan från Wilhelmstrasse till den gamla stadsgränsen vid Berlins tullmur genom mark som tidigare varit parker för olika palats vid Wilhelmstrasse, och eftersom gatorna löpte så nära Leipziger Platz kom de att vetta mot baksidorna på de representativa byggnader som uppförts där.
Efter nazisternas maktövertagande 1933 blev Prinz-Albrecht-Strasse ett centrum för Nazitysklands polisstat, i omedelbar närhet till regeringskvarteren vid Wilhelmstrasse.
Medan byggnaderna på den nordliga sidan av gatan huvudsakligen klarade sig undan förstörelse under andra världskriget, var förstörelsen mer omfattande på den södra Kreuzbergsidan.
Under Berlins delning löpte gränsen mellan Östberlin och Västberlin längs gatan. Själva gatumarken och trottoarerna låg helt och hållet på Östberlinsidan i Mitte, och därför löpte Berlinmuren från 1961 till 1989 på gatans södra sida. Den fysiska muren byggdes ungefär 1,5 meter in på Östberlinsidan från gränsen för att de östtyska gränstrupperna skulle kunna genomföra byggnadsarbeten på eget territorium. Fastigheterna på nummer 1–6 låg på den östtyska sidan i Mitte, nummer 7–9 låg i Kreuzberg i Västberlin.

## Byggnader

### Nummer 1–3

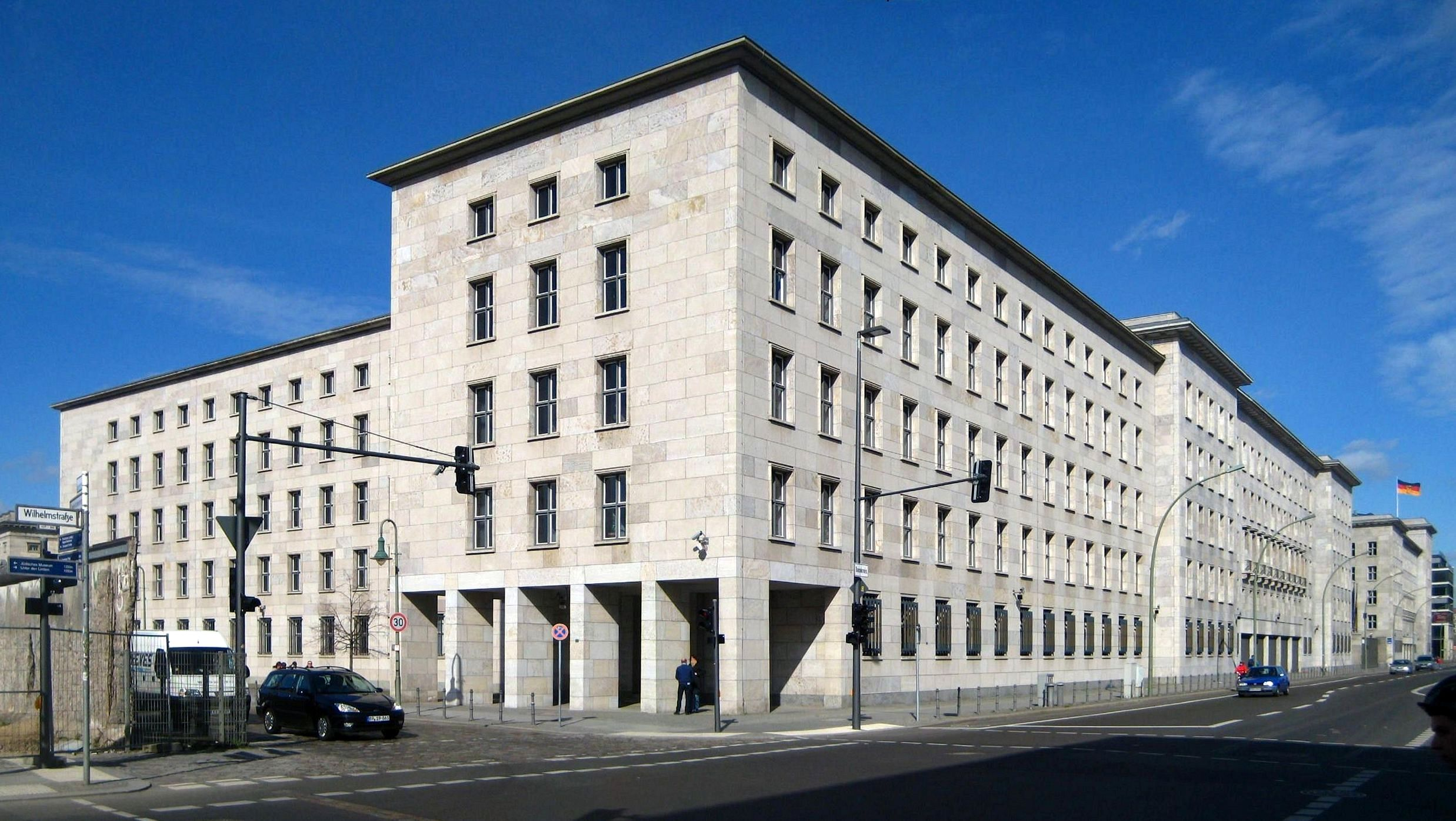
Reichsluftfahrtministeriums tidigare byggnad, idag Tysklands finansministerium.

Byggnaden började uppföras 1935 för Reichsluftfahrtministerium efter ritningar av Ernst Sagebiel och är idag under namnet Detlev-Rohwedder-Haus lokaler för Tysklands finansministerium.

### Nummer 4
Tomten var ursprungligen parkmark tillhörande Preussiska krigsministeriets byggnad, och delades i och med gatans anläggande. Tomten är fortfarande fri från större byggnader och införlivades med Reichsluftfahrtministeriums tomt på 1930-talet.

### Nummer 5

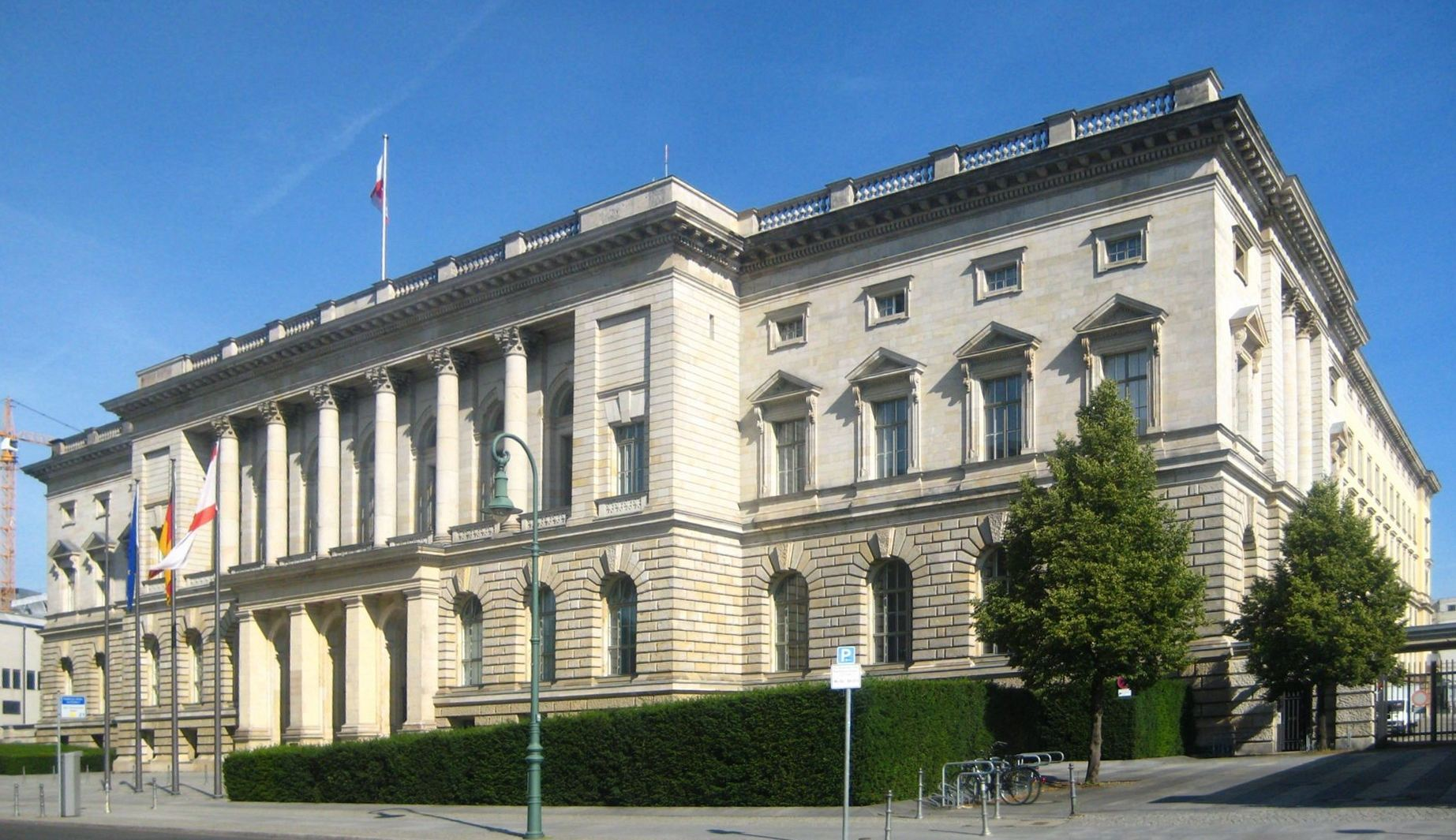
Preussens deputeradekammares historiska byggnad inrymmer idag Berlins representanthus, delstatsparlamentet.

Åren 1892 till 1898 uppfördes här byggnaden för Preussens deputeradekammare, andrakammaren i den preussiska lantdagen, efter ritningar av Friedrich Schulze. På den stora tomten på husets baksida som vetter mot Leipziger Strasse uppfördes förstakammarens byggnad. Lantdagens båda kammare förbands med en mellanbyggnad för servicefunktioner och restaurangen. Deputeradekammarens byggnad är idag lokaler för Berlins representanthus, förbundslandet Berlins parlament.

### Nummer 6
Hörntomten nummer 6 vetter även mot Stresemannstrasse. Här låg tidigare olika nöjeslokaler.

### Hörntomten Stresemannstrasse 110

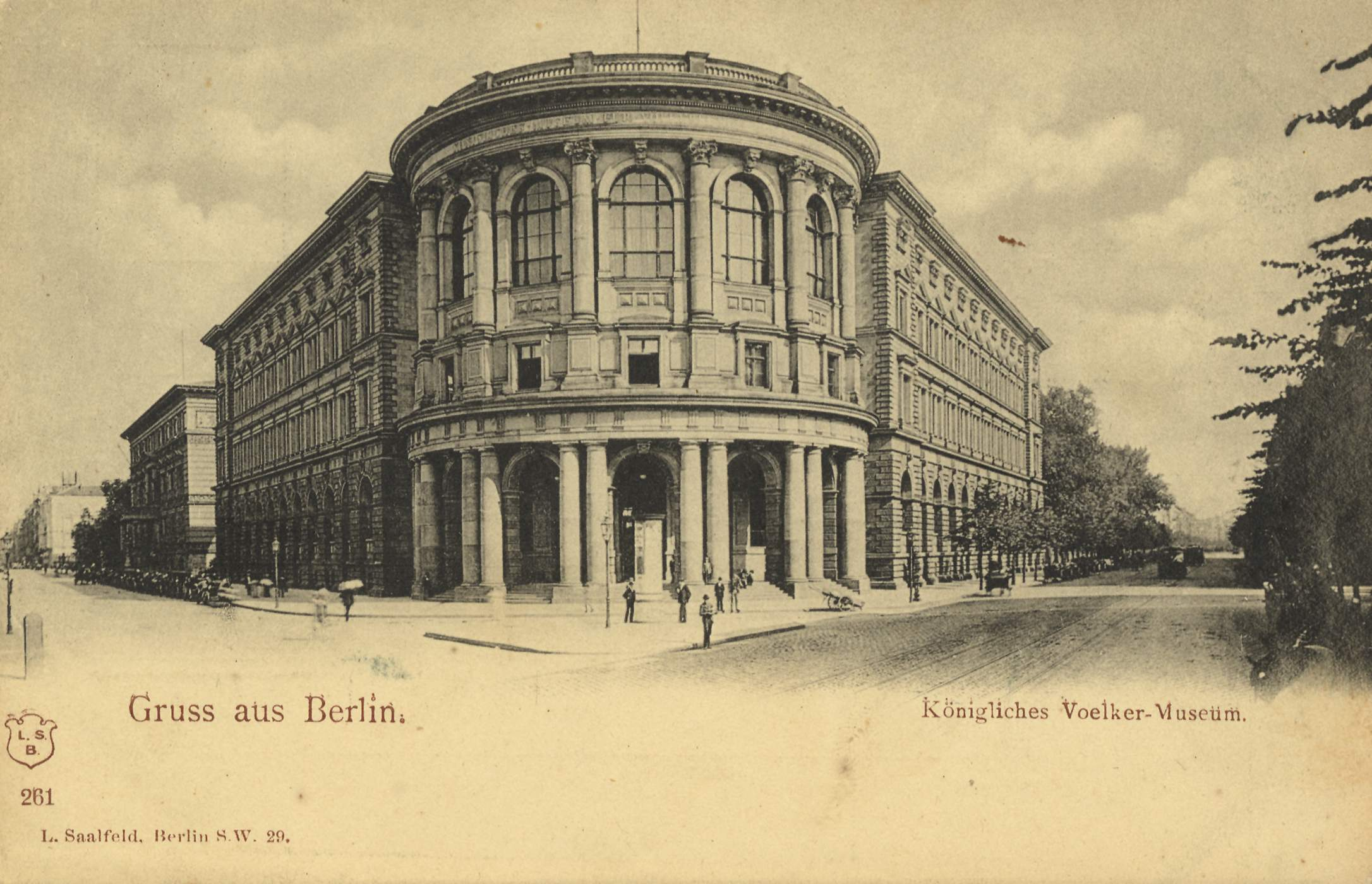
Ethnologisches Museum omkring år 1900. Till vänster nuvarande Niederkirchnerstrasse österut och till höger nuvarande Stresemannstrasse.

Den södra hörntomten mot Stresemannstrasse var tidigare från 1886 plats för Ethnologisches Museum, men har gatuadressen Stresemannstrasse 110.

### Nummer 7
År 1881 uppfördes Kunstgewerbemuseum, den byggnad som idag kallas Martin-Gropius-Bau efter arkitekten Martin Gropius. Museet var också plats för Kunstgewerbemuseums utbildningsanstalt. Den utbrända krigsruinen överlämnades till Västberlins myndigheter 1977 och restaurerades. Det är den enda byggnad från före andra världskriget som återstår på södra sidan.

### Nummer 7a och 8

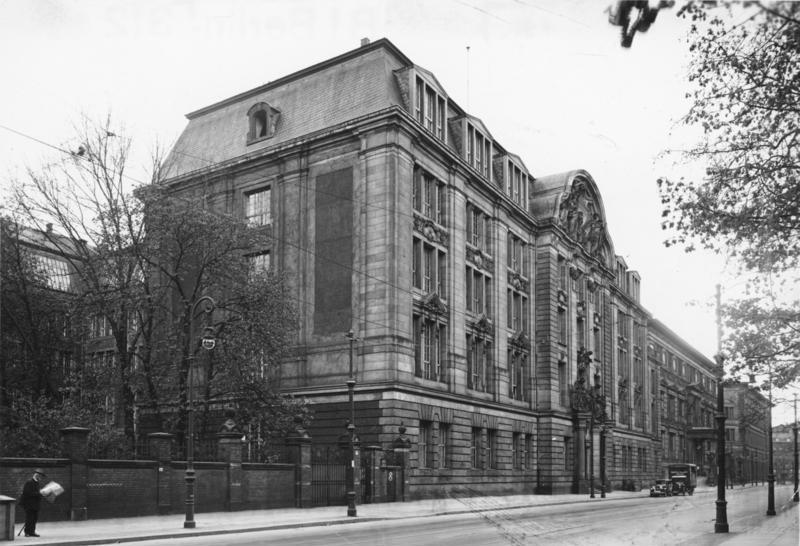
Gestapos huvudbyggnad låg mellan 1933 och 1945 i nummer 8 och tillhörde tidigare Kunstgewerbemuseum. På platsen ligger idag utställningen Topographie des Terrors.

Mellan 1901 och 1905 uppförde Kunstgewerbemuseum en tillbyggnad för utbildningsverksamheten efter planer av geheime överbyggnadsrådet Oskar Hossfeld, då de befintliga lokalerna i Kunstgewerbemuseums huvudbyggnad blivit otillräckliga. Den östra delen låg på tomten nummer 8 och var förbunden med den västra delen på nummer 7a, som avstyckats från nummer 7. Denna del innehöll Kunstgewerbemuseums bibliotek med en särskild sal för det Lipperheidiska dräktbiblioteket. År 1924 slogs utbildningsanstalten ihop med Hochschule für die Bildenden Kunste under namnet Vereinigte Staatsschule für freie und angewandte Kunst, och flyttade till Hardenbergstrasse 33 i Charlottenburg, där man idag är en del av Universität der Künstes verksamhet.
De tomma lokalerna för undervisningsanstalten och ateljéerna i mansardvåningen hyrdes ut. Konstbiblioteket blev 1924 en självständig avdelning inom de statliga museerna och blev kvar i byggnaden 7a.
I maj 1933 blev byggnaden Prinz-Albrecht-Strasse 8 den första att tas över av den nazistiska diktaturens organ, då det nybildade Geheime Staatspolizeiamt flyttade in. Följande år flyttades konstbibliotekets samlingar till ljusgården i huvudbyggnaden (Martin-Gropius-Bau), medan bibliotekslokalerna togs över av Gestapo. Byggnaden 7a–8 på platsen förstördes i andra världskriget och tomten förblev därefter obebyggd på grund av läget vid Berlinmuren. I modern tid finns endast vissa källarfundament frilagda. Källaren ingår idag i utställningen Topographie des Terrors.

### Nummer 9

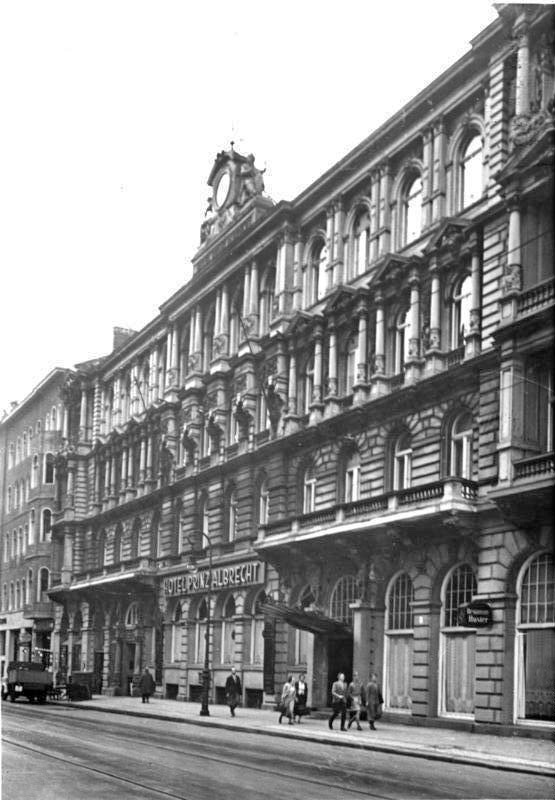
Hotel Prinz Albrecht fungerade från 1933 som högkvarter för SS och Sicherheitsdienst. Byggnaden förstördes i andra världskriget.

År 1888 uppfördes Hotel Römerbad på nummer 9, sedermera Hotel Prinz Albrecht. 
När Heinrich Himmler utnämndes till inspektör för Gestapo i april 1934 flyttade han i egenskap av Reichsführer SS förvaltningsapparaten för Schutzstaffel (SS) samt Sicherheitsdienst des Reichsführers SS (SD) från München till Berlin. Själv förlade han sitt kontor och ledningsstaben till den tidigare hotellbyggnaden intill Gestapohögkvarteret.
SD, och 1939 även Reichssicherheitshauptamt (RSHA), flyttade in i det närbelägna Prinz-Albrecht-Palais på Wilhelmstrasse 102, endast två tomter bort från det tidigare Hotel Prinz Albrecht sett från trädgårdssidan. Efter att även fastigheterna Wilhelmstrasse 101–106 som tidigare använts av nazistpartiet NSDAP och Sturmabteilung (SA) inkorporerats blev kvarteret ett viktigt maktcentrum i den nazistiska diktaturen. Från 1939 kom byggnadskomplexet vid Prinz-Albrecht-Strasse/Wilhelmstrasse att inte längre räcka till för den snabbt expanderande polisstatens anställda, och många avdelningar utlokaliserades över hela Berlin. 

### Hörntomten Wilhelmstrasse 98
Den södra hörntomten mot Wilhelmstrasse hörde till fastigheten Wilhelmstrasse 98.

### Prinz-Albrecht-området
Byggnadskomplexet i nummer 8, 9 samt Wilhelmstrasse 98–106 förstördes i andra världskriget och de kvarvarande ruinerna revs i mitten av 1950-talet, samt avlägsnades till viss del.